# Balatoni Péter
Balatoni Péter (Nyíregyháza, 1977. szeptember 23. –) magyar zongoraművész.

## Élete
Zongoratanulmányait szülővárosa zeneiskolájában kezdte, Fesztóry Ágnes irányításával. 1992–1996 között a budapesti Bartók Béla Zeneművészeti Szakközépiskola hallgatója, ahol tanárai Schweitzer Katalin és Szilasi Alex voltak. Ezt követően a Liszt Ferenc Zeneművészeti Főiskolán folytatta tanulmányait Wagner Rita tanítványaként. 2000-ben diplomázott kiváló eredménnyel. Ezután Svájcban, a baseli Zeneakadémián szerzett posztgraduális diplomát.

## Művészi tevékenysége
2000 júniusában debütált a Zeneakadémia Nagytermében Schumann a-moll zongoraversenyével; ezt további koncertek követték a Zeneakadémián, a Régi Zeneakadémián, a Pesti Vigadóban, a Mátyás-templomban, a Magyar Rádióban és Televízióban.
Az utóbbi években szinte kizárólag külföldön hangversenyezik – világszerte óriási sikerrel[forrás?]. Az elmúlt nyolc évben mintegy két és félszáz[forrás?] szólóestet adott Olaszországban, Luxemburgban, Svájcban, Németországban, Franciaországban, Hollandiában, Belgiumban, Dániában, Spanyolországban, Lengyelországban, valamint – Chicagótól Madisonig – az Amerikai Egyesült Államok több mint tíz városában. Több jelentős hangversenyterem, fesztivál rendszeres, visszahívott vendége.
Számos jótékonysági koncertet adott itthon és külföldön egyaránt. Több ízben játszott a hajléktalanoknak. Az ENSZ Világélelmezési Programjának keretében – a harmadik világ éhező gyermekeinek megsegítésére – szervezett, Olaszország szinte összes nagyvárosában zajló jótékonysági hangversenysorozat fűződik a nevéhez.[forrás?] Számos koncertjének a jelenlegi, illetve az előző olasz államfő volt fővédnöke.[forrás?]

## Díjai
- 1990 – Országos Négykezes Zongoraversenyen – kiemelt nívódíj.
- 1992 – Országos Négykezes Zongoraversenyen – kiemelt nívódíj.
- 1992 – Országos Zongoraverseny – különdíj.
- 1997 – Országos Schubert–Brahms Zongoraverseny – a legjobb Brahms-interpretáció díja.
- 1999 – Országos Chopin Zongoraversenyen – a zsűri különdíja.